# Jost Van Dyke
Jost Van Dyke è un'isola situata nel Mar dei Caraibi appartenente al territorio d'oltremare delle Isole Vergini Britanniche. La popolazione, secondo il censimento del 2010, ammonta a 298 individui, circa l'1% della popolazione totale della dipendenza britannica.
Il nome dell'isola deriva da quello di Joost van Dyk, corsaro olandese che fu tra i primi colonizzatori europei delle Isole Vergini.

## Geografia
L'isola, di origine vulcanica, situata circa 6 km ad ovest di Tortola, è ricoperta da colline ricche di vegetazione. Il punto più alto dell'isola, l'altura denominata Majohnny Hill, si eleva sino a 321 m s.l.m..
L'isola, come del resto anche le altre dell'arcipelago, si trova nella zona della Fossa di Porto Rico dove la placca caraibica incontra la placca nordamericana.
In prossimità della costa orientale, separata da uno stretto canale, sorge la piccola isola disabitata di Little Jost Van Dyke.
Nella parte orientale dell'isola c'è Diamond Cay, che a discapito del nome (cay significa isola corallina) non è una vera e propria isola in quanto è collegata a Jost Van Dyke da una sottile lingua di terra. Questo territorio è stato dichiarato parco nazionale protetto nel 1991 in quanto luogo di nidificazione di molti uccelli marini.
La conformazione dell'isola e la sua collocazione hanno fatto sì che le zone maggiormente sviluppate siano quelle meridionali in quanto la costa nord subisce direttamente la forza delle onde dell'Oceano Atlantico mentre la zona meridionale è più riparata grazie anche alle tre insenature naturali che ne caratterizzano il profilo: White Bay, Great Harbour e Little Harbour. Intorno a queste tre zone si sono sviluppate tutte le attività turistiche che rappresentano la principale risorsa economica del territorio. La parte meridionale dell'isola, caratterizzata da spiagge di sabbia bianca corallina, è quella dove l'attracco delle imbarcazioni è più semplice, mentre la costa settentrionale presenta un profilo più scosceso a causa dei venti che la sferzano provocando una maggiore erosione.
L'entroterra è ricoperto dalla foresta all'interno della quale si attesta la presenza di piccoli stagni di acqua salata.

### Clima
La temperatura diurna varia in media nel corso dell'anno tra i 24 e i 29 gradi, mitigata dalla presenza dei venti provenienti dal mare. Nel corso degli anni Jost Van Dyke è stata colpita da numerose tempeste tropicali.

### Flora e fauna
La superficie dell'isola è ricoperta di erba e arbusti; lungo la costa orientale, a sud di Diamond Cay, sono presenti agglomerati di mangrovie (in particolare Mangrovia rossa e Mangrovia nera).
La Jost Van Dykes Preservation Society (JVDPS) ha identificato sull'isola 332 specie vegetali distinte, di cui 12 endemiche della zona delle Isole Vergini:
- Opuntia rubescens
- Guaiacum officinale
- Argythamnia stahlii
- Fluggea acidoton
- Crotalaria lotifolia
- Erythrina eggersii
- Poitea florida
- Bastardiopsis eggersii
- Henriettea macfadyenii
- Tetrazygia elaeagnoides
- Coccothrinax alta

L'isola è circondata da una ricca barriera corallina dove predominano coralli morbidi e spugne.
In antichità le acque dell'isola erano popolate da lamantini e foche monache dei Caraibi, oggi queste due specie non sono più presenti nell'area, la seconda si è addirittura estinta.
Le spiagge dell'isola (in particolare quella di White Bay a sud-ovest) sono frequentate dalle tartarughe marine che vi depongono le loro uova.
Il mare intorno all'isola è popolato da aragoste e numerose specie di pesci, infatti prima dell'avvento del turismo la pesca era la risorsa principale degli abitanti.
Sull'isola sono presenti colonie di nidificazione di diverse specie di uccelli marini, tra cui il Pellicano bruno, la Sula fosca e il Gabbiano sghignazzante; la JVDPS ha censito sulla sola Jost Van Dyke la presenza di 45 specie differenti di volatili.
La foresta interna è abitata da piccoli rettili, anfibi e serpenti. Sul territorio è molto ricca la presenza delle rane (Eleutherodactylus lentus, Eleutherodactylus antillensis, Eleutherodactylus schwartzi, Litoria infrafrenata, Eleutherodactylus Cochranae), dei gechi (Sphaerodactylus macrolepis e Hemidactylus mabouia) e delle lucertole (Anolis pulchellus, Anolis distichus, Anolis cristatellus). Altro rettile presente e degno di menzione è la cosiddetta Virgin Islands worm lizard (Amphisbaena fenestrata), rettile del genere Amphisbaena che ricorda nella forma un grosso verme.
Tra le specie di serpenti presenti la più diffusa è quella del Boa smeraldino.
Direttamente connessa all'attività umana sul territorio è la presenza del ratto nero, del gatto selvatico, della capra e della pecora.
Rilevante è la presenza sul territorio dei pipistrelli, ne sono state censite 4 specie: Molossus molossus, Artibeus jamaicensis, Brachyphylla cavernarum e Noctilio leporinus.
Sull'isola è stata introdotta dall'uomo la mangusta indiana per arginare la proliferazione dei topi e dei serpenti, tuttavia l'introduzione di questa specie ha provocato danni all'ecosistema locale poiché le manguste si sono riprodotte velocemente e hanno iniziato a cibarsi anche di altre specie presenti mettendone a rischio la sopravvivenza. Ad esempio sull'isola è stata registrata una scarsa presenza di lucertole appartenenti al genere Ameiva, molto comuni nei Caraibi, e questo è stato imputato alla presenza delle manguste che ne hanno decimato la popolazione.

## Storia

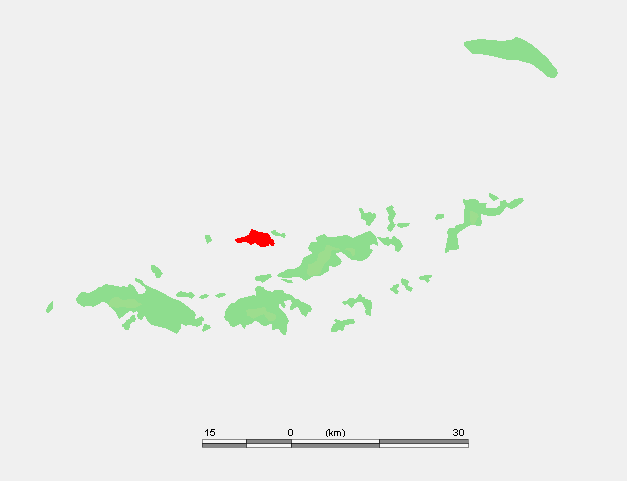
Collocazione geografica di Jost Van Dyke nell'arcipelago delle Isole Vergini Britanniche.

L'isola venne colonizzata dalle popolazioni Arawak intorno all'anno 1000, successivamente venne abbandonata e restò disabitata sino all'arrivo degli europei. Usata inizialmente come base e rifugio da pirati e corsari tornò ad essere popolata all'inizio del XVIII secolo quando fu colonizzata dai Quaccheri.
Il nome attuale fu utilizzato a partire dal periodo della dominazione olandese delle Indie Occidentali, tra il 1650 e il 1672. Nel 1663 l'isola di Tortola fu venduta a un mercante olandese di nome Willem Hunthum, non ci sono prove documentarie che nell'atto di vendita fu compresa anche Jost Van Dyke questo fa presumere che a quel tempo la colonizzazione dell'isola non fosse pianificata ma lasciata semmai a delle iniziative individuali. Nel 1672, allo scoppiare della Terza guerra anglo-olandese, le isole Vergini passarono sotto il controllo dell'Impero britannico. Durante il XVIII secolo l'isola venne sostanzialmente ignorata dall'amministrazione britannica e le iniziative di stanziamento vennero lasciate ancora all'iniziativa dei privati, in particolare sulla vicina Little Jost Van Dyke è registrata sin dal 1741 la presenza di una piccola piantagione di cotone creata da una famiglia di quaccheri che vi si era stanziata. Evidenze archeologiche scoperte nella zona di Great Harbour testimoniano la presenza della coltura e della lavorazione della canna da zucchero, ancora oggi sono visitabili le rovine dei vecchi zuccherifici costruiti in quel periodo. Fu nel XIX secolo che lo sfruttamento agricolo dell'isola divenne intenso, nel 1815 oltre 140 acri di terreno risultavano utilizzati per la coltivazione del cotone. In quest'anno la popolazione censita ammontava a 428 unità, di cui 25 coloni bianchi, 32 lavoratori liberi neri e 371 schiavi africani; per tutto il periodo in cui l'isola fu sfruttata come piantagione la manodopera utilizzata fu quasi esclusivamente composta da schiavi che, nei vari periodi, componevano sempre circa il 90% della popolazione. Nel corso degli anni la superficie coltivata aumentò sempre di più e di conseguenza anche il numero degli schiavi che vi erano costretti a lavorare. Nel 1833 il Parlamento di Londra approvò l'abolizione dello schiavismo e la liberazione degli schiavi nelle colonie, di conseguenza una grande quantità di persone iniziò a spostarsi tra le varie isole della zona per cercare un luogo propizio per vivere. Molti degli abitanti di Jost Van Dyke trovarono lavoro nelle vicine Indie occidentali danesi (le attuali Isole Vergini Americane). Nel 1835 la popolazione dell'isola salì sino a 1235 unità, poi diminuita a causa dell'epidemia di colera che colpì la zona in quegli anni.
L'isola fu visitata dai missionari metodisti i quali costruirono e diressero una scuola domenicale.
Esaurita la spinta economica dovuta alle piantagioni l'isola e la sua popolazione si avviarono verso un declino sia dal punto di vista quantitativo che della qualità della vita; a partire dagli anni 60 del '900 l'avvio delle attività turistiche sul territorio diedero nuova linfa all'economia dell'isola che, seppur parzialmente, ricominciò a popolarsi.